# Rohrbelüfter

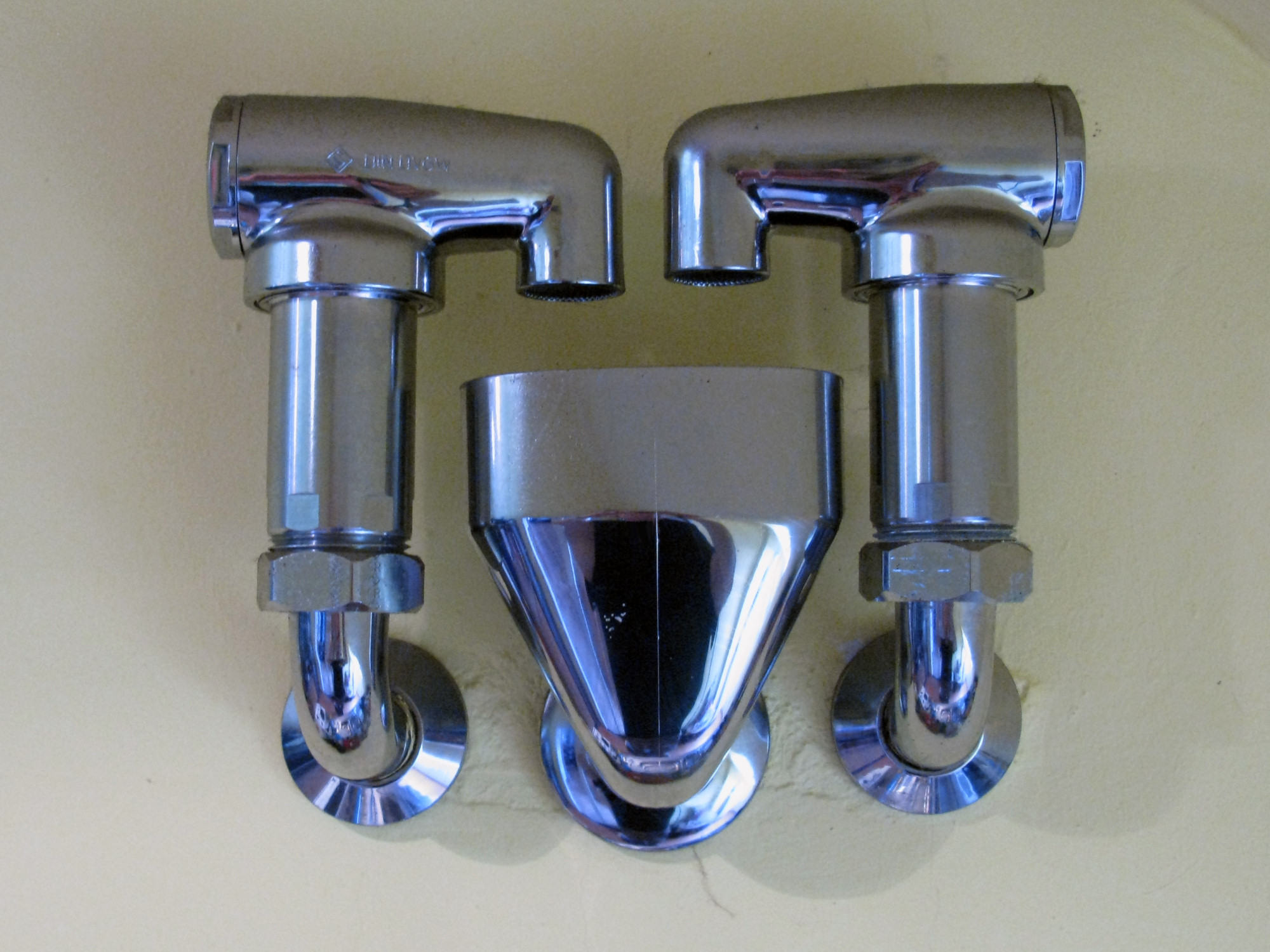
Rohrbelüfter E (zwei Stränge)

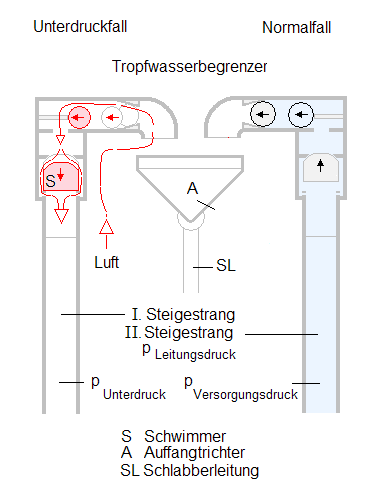

Ein Rohrbelüfter (RB) ist eine Sicherungsarmatur, welche durch selbsttätiges Ansaugen von Luft einen möglichen Leitungsunterdruck in Rohren und Steigleitungen verhindert. Rohrbelüfter sitzen
- bei einer sammelgesicherten Trinkwasseranlage auf allen Steigleitungen
- bei einer einzelgesicherten Anlage in jeder Entnahmearmatur.

Rohrbelüfter gibt es in folgenden Ausführungen:
- Rohrbelüfter C ist eine Bauart in Durchgangsform, dessen Schließkörper bei Unterdruck in der Trinkwasserleitung angehoben wird und gleichzeitig Luftansaugöffnungen freigibt. Die eintretende Luft trennt die Flüssigkeitssäule und verhindert ein Rückfließen des Brauchwassers in die Trinkwasserleitung. Meistens wird ein RB C in Kombination mit einem Rückflussverhinderer in einem Absperrventil verwendet, welches damit eigengesichert ist.
- Rohrbelüfter D hat ähnlich wie RB C Belüftungsöffnungen, die im Betriebszustand geschlossen sind, ist jedoch eine Aufsatzform. Bei Unterdruck in der Trinkwasserleitung bewegt sich der Schwimmer aufgrund seines Eigengewichtes und des äußeren Luftdruckes und öffnet dabei die Luftansaugschlitze. Die eintretende Luft trennt wiederum die Wassersäule.
- Rohrbelüfter E arbeitet wie D, hat jedoch einen Ablauftrichter. RB E sitzt als Abschluss einer Steigleitung in sammelgesicherten Anlagen, was heute nurmehr im Altbauten der Fall ist.